# Подъёмная лошадь

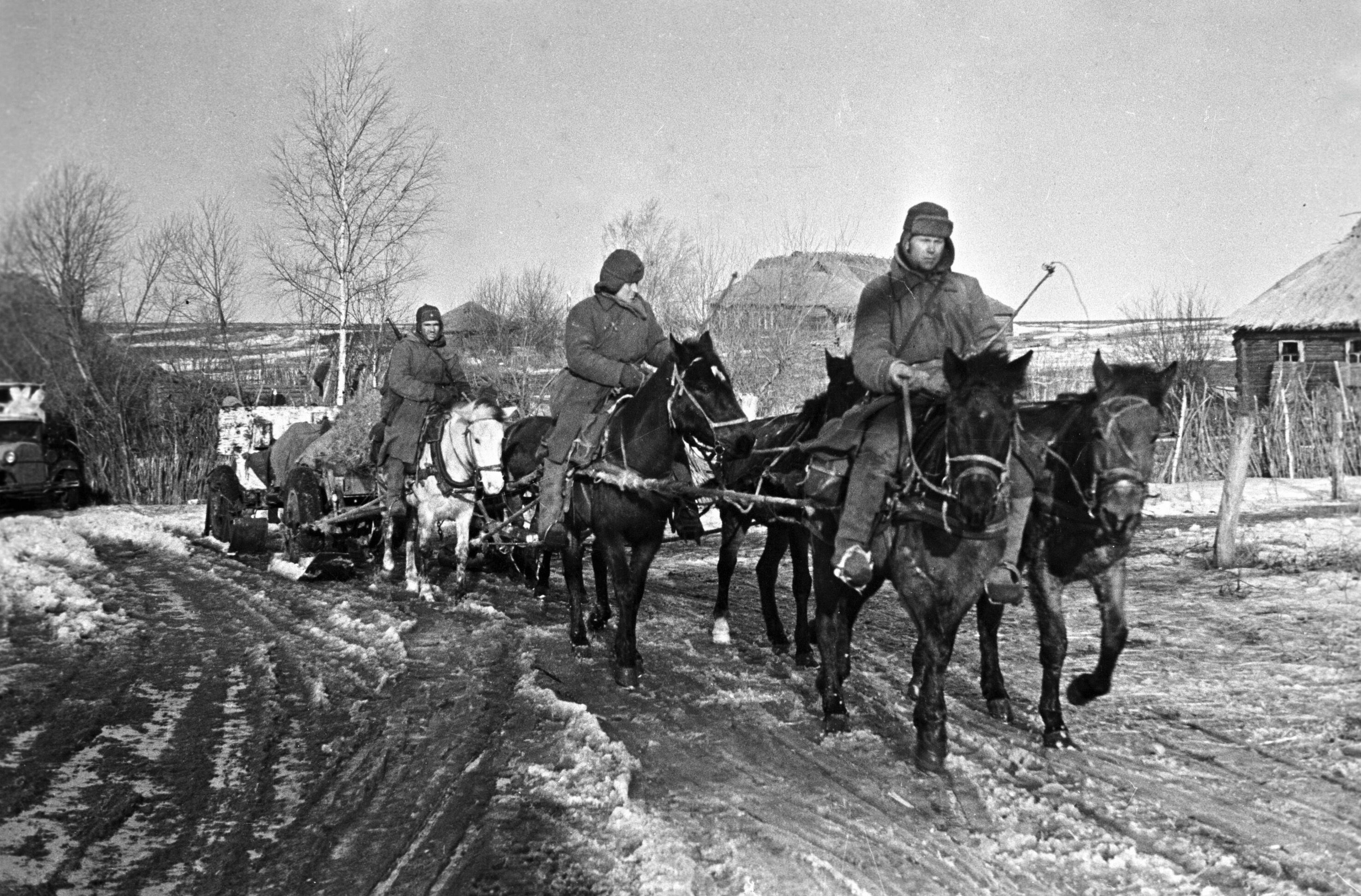
Конный обоз артиллерии полка 144-й стрелковой дивизии выдвигается на линию фронта северо-западнее Вязьмы, 1 марта 1943 года

Подъёмная лошадь — животные, содержащиеся в войсках как тягловая сила для перемещения обозов и в военных транспортах.
С развитием военного дела подъёмные лошади постепенно заменялись автомобильным транспортом.

«Есть ли что-либо невозможное, например, в том, что автомобили не только вполне заменят повозки в обозах, но проберутся даже в полевую артиллерию. Вместо полевых орудий с конскою упряжью войдут в состязание на поле сражения подвижные бронированные батареи, и битва сухопутная уподобится битве морской»— Д. А. Милютин, «Старческие размышления о современном положении военного дела в России» (1912 год).

## История
По мере развития военного дела совершенствовалась и его конная часть. Лошади впервые были использованы человеком более 5000 лет тому назад, а первые свидетельства того, что в боевых действиях участвовали и лошади относятся к 4000 — 3000 годам до нашей эры. Когда в войсках появилось разделение труда, у лошадей также появились специализации: одних использовали для верховой езды, других запрягали в повозки со снарядами, а подъёмных лошадей использовали для перемещения тяжестей.
При Петре Великом лошади драгунских полков получали 6 четвертей овса на 6 месяцев.

Таким образом, существующая в наше время дача 21/30 гарнца овса и 20 фунт. сена в сутки подъёмным лошадям относится к старейшим штатным положениям
— Примечание (***) к странице 29 «Обозрения состава и устройства русской кавалерии…»
В подъёмной части Лейб-гвардии Семёновского полка в начале XVIII столетия число подъёмных лошадей менялось в зависимости от числа фурманов. В 1715 году при следовании обоза из Новгорода в Псков, имелось 373 казённые лошади. Управление подъёмной частью полка и присмотр за животными вверялся полковому обозному. В 1731 году полковыми штабами был составлен проект о содержании гвардии, который установил состав гвардейского полкового обоза, сроки эксплуатации, устройство, цену и порядок ремонта, а также фуража, сбруи и прислуги для полковых лошадей. В 1732 году полку было приказано содержать постоянно в мирное время 221 лошадь, в военное — 351. Полковые лошади «Семёновцев» при каждом передвижении полка носили ротные клейма и разделялись по ротам, находясь в непосредственном ведении ротных командиров во время похода. В распоряжении полкового квартермистра оставались только те лошади, которых впрягали в повозки полкового штаба. 50 «Семёновских» подъемных лошадей находилось при постройке Зимнего Дворца с личным составом полка, а в 1767 году ещё большее их количество использовалось при строении Исакиевского собора.
В Вооружённых силах Российской империи в мирное время по состоянию на конец XIX столетия подъёмные лошади содержались в ограниченном количестве, например в гвардии и армии; в пехотном полку — 24 единицы, в кавалерийском — 12 единиц.
Срок службы лошади в Русской армии составлял 10 лет, и ежегодно каждый полк получал 1/10 штатного количества лошадей. По истечении срока службы конского состава дозволялось оставлять годных к службе лошадей ещё на два года.
В обозах всех отдельных частей, в дивизионном и в войсковых обозах также имелись запасные лошади, которые могли продолжить работу в случае потери животного или получения травмы лошадьми.
В Варшаве для войск, не имевших подъемных лошадей, предоставлялся интендантский транспорт для перевозки ржи и муки из магазинов на мельницы и военные хлебопекарни, а также провианта и фуража в части. В 1891 году он состоял из 31 лошади и перевёз около 280 тысяч четвертей.
При мобилизации государства и вооружённых сил комплект подъёмных лошадей пополнялся благодаря военно-конской повинности. В России эту повинность собирали особые заведующие военно-конскими участками.